# Праджня
 Праджня (санскр. प्रज्ञा, або палі paññā)  — буддійське поняття, що означає вищу трансцендентальну інтуїтивну просвітлену мудрість, в якій відсутні будь-які ознаки або якості. Праджню можна осягнути лише за допомогою інтуїтивного прозріння та усвідомлення, а не шляхом аналізу. Праджня разом зі співчуттям є головними «опорами»  махаянської традиції. 
У хінаянських школах праджня визначалася як здатність «розпізнавати дгарми», в махаянських  — це «особлива здатність безпосередньо сприймати реальність, як вона є», яка називається таковістю. 
У буддизмі раннього періоду мудрістю вважалося інтуїтивне прозріння чотирьох благородних істин та теорії взаємозалежного виникнення. Також традиційно праджня включає в себе перші два етапи Вісімкового Шляху: правильне бачення реальності та правильний намір додержуватися дхарми. 
У махаянських школах досконала, пробуджена або позамежна праджня має назву праджняпараміта і є однією з шести параміт, доступних бодгісаттвам та буддам. 
Символом праджні є дзвіночок. У буддійській тантрі праджня також виражається через жіноче божество, яке символізує «реальність як вона є» через пасивний стан свідомості. 
Праджня, що характеризується як «вичерпне пізнання», є одним з двох видів знань у буддизмі. Цю тему одним з перших розвинув Чжи Дунь. Другим видом є віджняна  — відносне та недосконале диференційоване знання, в якому є поняття суб'єкта та об'єкта. Віджняна, згідно з вченням, не може дати людині вичерпного задоволення . 
Послідовник може реалізувати праджню за допомогою усвідомлювання (смріті), терпіння (кшанті) та медитації (дх'яни) . Шостий дзенський патріарх Хуейнен давав такі рекомендації щодо знаходження праджні: «У якому б місці, в який би час ви не перебували, жодна думка не повинна заплутувати вас, ось тоді ви й будете постійно додержуватися праджні. Якщо хоча б одна думка замутила [ваш розум], тоді всю праджню зруйновано. Але якщо хоча б одна думка знайшла мудрість, тоді негайно народилася і [всезагальна] праджня».